# Pamela Pantera
Pamela Pantera, cujo nome real é Flávia Tamayo (São Paulo, 1995 ou 1996), é uma garota de programa, atriz pornográfica, empresária, modelo, dançarina e traficante brasileira que atuava no Distrito Federal.

## Carreira
Flávia é filha de um adestrador de cães com uma corretora de imóveis. Ela trabalhou como corretora de imóveis e estudava marketing. Ela fez parte do concurso que escolheria a Musa da Copa do Mundo. Ela também fez procedimento estético de bioplastia com o Doutor Bumbum, e em 2018 ficou em segundo lugar no concurso Miss Bumbum Distrito Federal. Na época, o concurso ameaçou retirá-la da competição, mas Pamela afirmou que fez bioplastia nas coxas, e não no bumbum.
Pâmela já posou para a capa da Playboy de Portugal e da revista Sexy. Ela também atuou em filmes pornográficos para produtoras como a Brasileirinhas, em filmes como a Operação Leva-Jato, adaptação da Operação Lava Jato. Em 2017, ela foi indicada ao Prêmio Sexy Hot na categoria Melhor Cena de Menage, com Giovana Bombom e Jack Kallahari em Uma tarde Ninfo - Conto Erótico, da BM Video. Em 2018, foi indicada nas categorias Melhor Atriz Hétero em 5 para 1, da X-Plastic, e Melhor Cena de Ménage, com Ed Junior e Capoeira, para Belas e Safadas, da Fita Safada.
Ela trabalha com prostituição desde os 18 anos de idade. Como garota de programa, seus serviços iam de R$ 250, pelo sexo oral, a R$ mil, por três horas de sexo acompanhado de cocaína. Para isso, ela mantinha contato com ao menos três distribuidores, onde alguns deles eram taxistas. Seus clientes normalmente eram recebidos no Setor Hoteleiro Norte. De acordo com o processo, ela estava associada a Carlos Alberto Rivetti Levy. Ela também levava drogas para o exterior.

## Prisão
Em 21 de julho de 2020, Pamela foi presa pela Polícia Civil do Espírito Santo em Vitória, no Espírito Santo, durante a Operação Rede, deflagrada pela Polícia Civil do Distrito Federal por suspeita de tráfico de drogas. Entre outros investigados, estava Hulkinho do Tráfico. Durante sua apreensão, Pamela despiu-se para constrangir os policiais, mas foi presa por uma policial mulher. Sua prisão foi noticiada pela TV Gazeta, e a repórter Daniela Carla riu ao vivo após cometer uma gafe e trocar as palavras "situação" com "posição". Antes de sua prisão, ela estava viajando, e passou por São Paulo e Salvador. Ela também fez um ensaio fotográfico com um tigre. O caso foi investigado pela 5ª Delegacia de Polícia, que constatou um esquema de venda de entorpecentes, principalmente cocaína e outras drogas sintéticas feitas pelas garotas de programa de luxo para clientes de alta renda. Sua prisão preventiva foi contestada pelo advogado de defesa, mas o Ministério Público do Distrito Federal e Territórios manifestou-se contra sua soltura. Após sua prisão, perfis falsos nas redes sociais aplicaram golpes ao passar por Pamela e tentar vender pacotes de fotos e vídeos online.
Ela foi mantida presa no Espírito Santo até o dia 18 de setembro. Então, foi transferida para o Distrito Federal, onde precisou usar tornozeleira eletrônica até o fim do processo. Após a instalação da tornozeleira, Pamela postou vídeos no Instagram malhando e continuou vendendo vídeos online via pagamento por Pix. Durante o processo, ela foi liberada para ir para São Paulo, porém os policiais a prenderam em uma blitz por eles terem pensado que o mandato de prisão do ano anterior era atual. Em 22 de julho de 2021, Pamela foi condenada a 8 anos de prisão por tráfico de drogas e associação ao tráfico. Ela foi sentenciada ao regime semiaberto, porém sua defesa entrou com um recurso.

## Prêmios
| Filme                           | Produtora   | Prêmio          | Categoria             | Ano  | Venceu   |
| ------------------------------- | ----------- | --------------- | --------------------- | ---- | -------- |
| Uma tarde Ninfo - Conto Erótico | BM Video    | Prêmio Sexy Hot | Melhor Cena de Menage | 2017 | Indicado |
| 5 Para 1                        | X-Plastic   | Prêmio Sexy Hot | Melhor Atriz Hétero   | 2018 | Indicado |
| Belas e Safadas                 | Fita Safada | Prêmio Sexy Hot | Melhor Cena de Menage | 2018 | Indicado |